# Landesamt für Geologie und Bergwesen

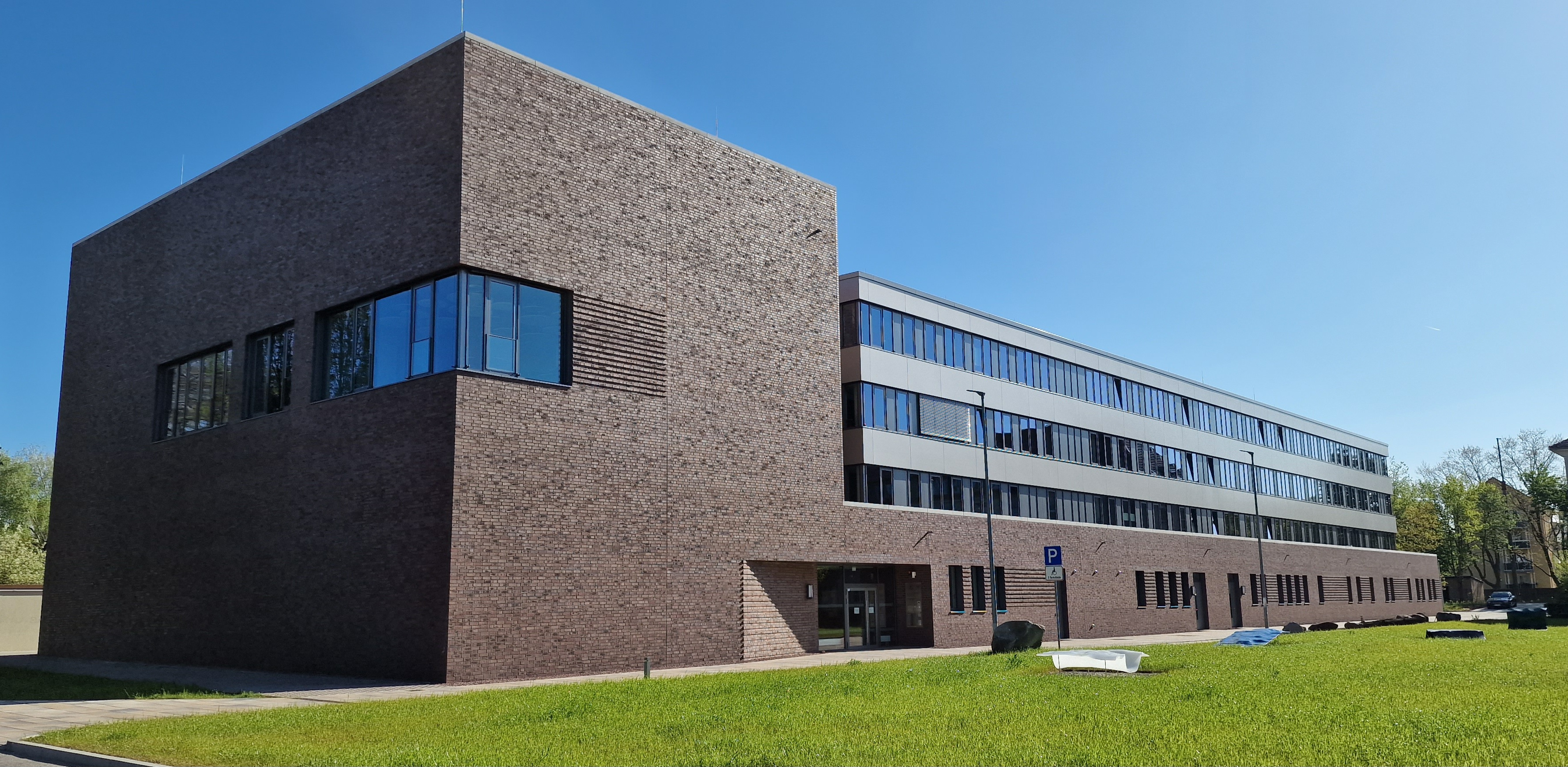
Gebäude des Landesamtes „An der Fliederwegkaserne“ in Halle

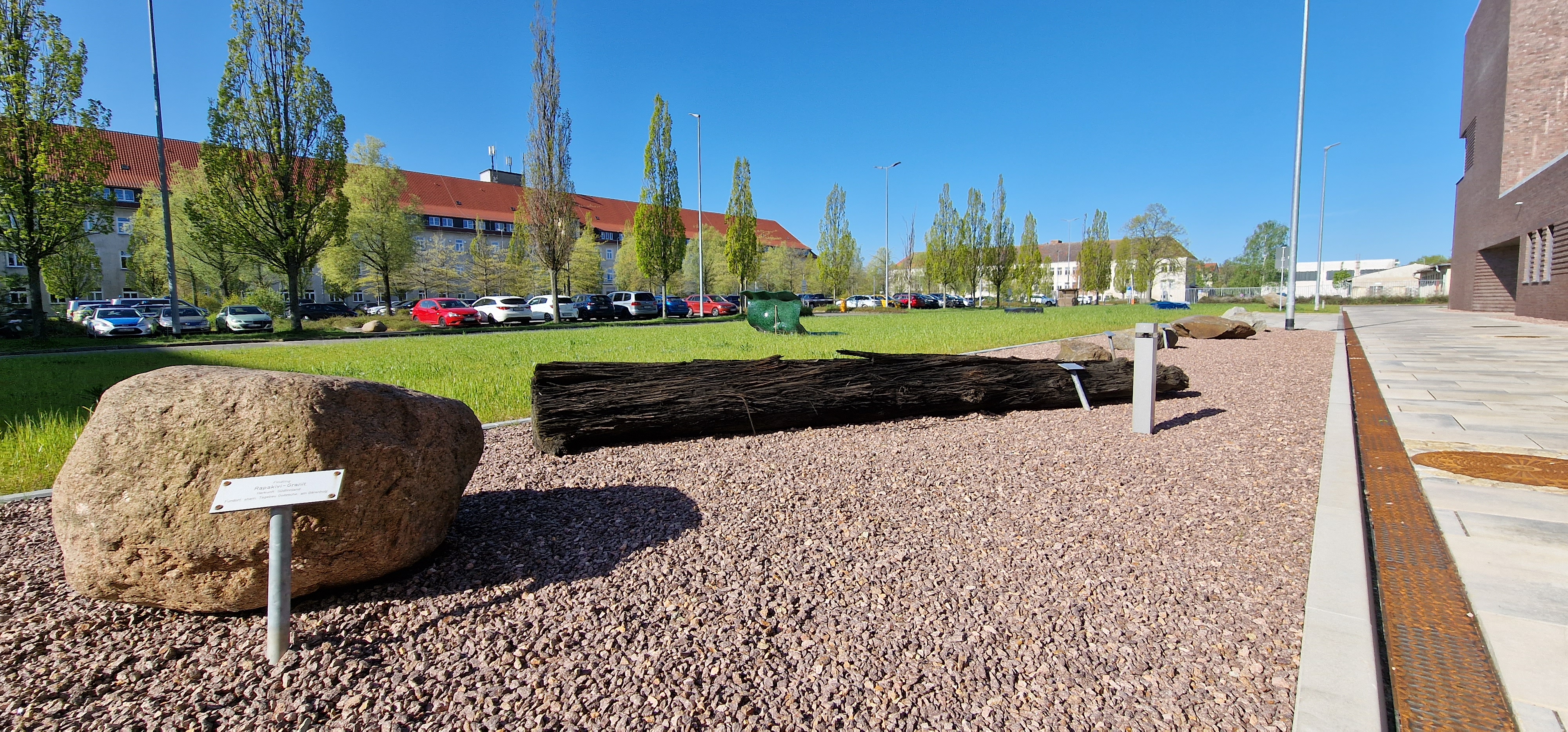
Geologische Exponate vor dem Dienstgebäude

Das Landesamt für Geologie und Bergwesen (LAGB) ist die obere Landesbehörde im Geschäftsbereich des Ministeriums für Wirtschaft, Tourismus, Landwirtschaft und Forsten des Landes Sachsen-Anhalt und die Ausführungsbehörde für das Bergrecht in diesem Bundesland.

## Geschichte
Das Landesamt für Geologie und Bergwesen wurde aufgrund eines Beschlusses der sachsen-anhaltischen Landesregierung vom 27. November 2001 über die Fusion der Bergämter Halle und Staßfurt mit dem Geologischen Landesamt Sachsen-Anhalt am 1. Januar 2002 gegründet. Das Amt hat seinen Sitz in Halle. Weitere Außenstellen befinden sich in Magdeburg und Halle.
Präsident des Landesamtes ist seit dem 1. Juni 2024 Uwe Schaar. Das LAGB gliedert sich in zwei Fachabteilungen – Geologie und Bergbau – und eine Abteilung für Zentrale Aufgaben. 2014 wurde bekannt, dass das Bergamt Staßfurt mittelfristig aufgelöst und mit dem Bergamt Halle vereinigt werden soll. Die Integrierung in den Hauptsitz erfolgt im Sommer 2020.

## Zentralisierung
Im Jahr 2014 wurde entschieden, alle Außenstellen mit dem Hauptsitz an einem neuen, zentralen Ort zusammenzuführen. Ab Sommer 2022 sollen die 130 Beschäftigten in einem Neubau in der halleschen Südstadt (An der Fliederwegkaserne) ihre Arbeit aufnehmen. Für den Neubau wurde am 28. Oktober 2020 Richtfest gefeiert. Hier werden künftig der Standort Magdeburg und die zwei Standorte in Halle zusammengeführt. Neben den neuen Büroräumen entstehen in einem viergeschossigen Gebäude ein Zentralarchiv, mehrere Labore und eine Bibliothek. In den Neubau wurden insgesamt 16,5 Millionen Euro investiert.
Der Einzug in das neue Dienstgebäude ist im September 2022 abgeschlossen und damit die Schließung aller bisherigen Standorte mit Ausnahme der s.g. Kernhalle umgesetzt worden.
In den Laboren sollen tonnenschwere Maschinen zur Untersuchung von Gesteinsproben aufgestellt werden, zur Schwingungsdämpfung auf einem schalldämpfenden Fundament.

## Aufgaben
Das Landesamt für Geologie und Bergwesen sammelt, bewertet und erarbeitet sämtliche Fachinformationen über die Beschaffenheit des geologischen Untergrunds. Zu den wichtigsten Aufgaben zählt die Kartierung des Untergrundes im Rahmen der Geologischen Landesaufnahme. Aus den Gelände- und Archivdaten werden anwenderbezogen geologische, hydrogeologische, boden- und rohstoffkundliche Kartenwerke erstellt. Neben analogen Karten hält das Landesamt auch digitale Geoinformationssysteme, die Landesbohrdatenbank, das Boden- und Rohstoffinformationssystem, das Subrosions- sowie das Geotopkataster vor. Die geologischen Fachdaten werden der Öffentlichkeit mittels webbasierten, interaktiven Karten zur Verfügung gestellt.
Das Landesamt berät die Verwaltung und die Öffentlichkeit zur Fragestellungen der Erschließung von Erdwärme, Rohstoffen und Grundwasser und bewertet Untergrund- und Georisiken. Die Behörde gibt fachliche Hilfestellung bei der Ausweisung, Erhaltung und Pflege von schutzwürdigen erdgeschichtlichen Objekten.
Das LAGB führt Aufsicht über rund 220 Steine- und Erdenbetriebe,
27 Braunkohlenbergbaubetriebe, 24 Betriebsstätten des Untertagebergbaus sowie über die Erdgas- und Soleförderbetriebe und Untergrundspeicher.
Das Landesamt für Geologie und Bergwesen ist die zuständige Landesbehörde zur Erteilung von Bergbauberechtigungen, der Erhebung von Feld- und Förderabgaben sowie für die Vereinigung, Teilung und den Austausch von Bergwerkseigentum. Durch eine Rechtsverordnung bevollmächtigt, bewertet seit dem 19. Dezember 2007 das LAGB die Gefahren aus früherer bergbaulicher Tätigkeit, die nicht mehr der Bergaufsicht unterliegen. Das Landesamt hält die digitalen Fachinformationssysteme Altbergbau und Bergbau/Rohstoffe vor. Darüber hinaus überwacht es die Ausführung markscheiderischer Arbeiten und übt die Aufsichtspflicht über die Markscheider aus. Das LAGB besitzt 635 bergmännische Risswerke mit 7525 Blättern und zusätzlich für den Altbergbau 9323 Risse und Karten.
Das Landesamt bearbeitet als Träger öffentlicher Belange für private und öffentliche Bauvorhaben, Flächennutzungs- und kommunale Bebauungspläne sowie für geplante Windkraftanlagen bergbauliche Stellungnahmen.
Darüber hinaus ist das LAGB für die Ausführung des Gesetzes zur staatlichen geologischen Landesaufnahme sowie zur Übermittlung, Sicherung und öffentlichen Bereitstellung geologischer Daten und zur Zurverfügungstellung geologischer Daten zur Erfüllung öffentlicher Aufgaben zuständig.